# 227770 Wischnewski
227770 Wischnewski este un asteroid din centura principală de asteroizi.

## Descriere
227770 Wischnewski este un asteroid din centura principală de asteroizi. A fost descoperit pe 30 octombrie 2006 la Altschwendt de Wolfgang Ries. Asteroidul prezintă o orbită caracterizată de o semiaxă mare de 2,20 ua, o excentricitate de 0,14 și o înclinație de 4,3° în raport cu ecliptica.